# Ute Scherb
Ute Scherb (* 22. Februar 1963; † 27. Juni 2024) war eine deutsche Historikerin. Seit dem 1. August 2007 war sie Leiterin des Stadtarchivs Kehl und des Hanauer Museums.

## Leben
Ute Scherb studierte Geschichte, Kunstgeschichte und Politikwissenschaft in Heidelberg und Freiburg im Breisgau. Ihre Dissertation über Freiburger Denkmäler legte sie im Jahr 2000 vor. Darüber hinaus forschte sie über vielfältige Themen aus der Alltags- und Regionalgeschichte Südbadens. Im Jahr 2002 erarbeitete sie für das Stadtarchiv Freiburg eine Ausstellung zum Landesjubiläum. Dabei beschäftigte sie sich auch mit der Geschichte der Stadt Kehl nach 1945. Ein Stipendium der Kultur-Stiftung in Offenburg 2005 war mit dem Auftrag verbunden, die Alltags- und die Frauengeschichte in Offenburg im Kaiserreich und in der Weimarer Republik aufzuarbeiten. Dabei stieß sie auf die Offenburgerin Marie Geck. Die Ergebnisse ihrer Arbeit präsentierte sie im Rahmen von Vorträgen, Aufsätzen und einer kleinen Ausstellung. Danach arbeitete sie als freiberufliche Historikerin beim Generalsekretariat des Deutschen Roten Kreuzes in Berlin und als Familienforscherin in Gengenbach. An der Fachhochschule Potsdam absolvierte sie ein Studium zur Archivarin. Sie starb nach schwerer Krankheit.

## Publikationen (Auswahl)
- Ich stehe in der Sonne und fühle, wie meine Flügel wachsen. Studentinnen und Wissenschaftlerinnen an der Freiburger Universität von 1900 bis in die Gegenwart. Ulrike Helmer Verlag, Königstein/Taunus 2002, ISBN 3-89741-117-2 (Besprechung).
- „Wir bekommen die Denkmäler, die wir verdienen“. Freiburger Monumente im 19. und 20. Jahrhundert. Stadtarchiv Freiburg im Breisgau, Freiburg im Breisgau 2005, ISBN 3-923272-31-6,
- mit Hans Schadek und Volker Ilgen: Ein badisches Leben – Leo Wohleb 1888–1955. Schillinger Verlag, Freiburg 2002, ISBN 3-89155-273-4.
- mit Liselotte Homering, Sybille Oßwald-Bargende,  Mascha Riepl-Schmidt und Frauen & Geschichte Baden-Württemberg (Hrsg.): Antisemitismus - Antifeminismus - Ausgrenzungsstrategien im 19. und 20. Jahrhundert. Helmer Verlag, Roßdorf 2019, ISBN 978-3-89741-438-9.